# Ivaí (canhoneira)
Ivaí foi uma canhoneira operada pela Armada Imperial Brasileira. Seu nome é uma homenagem ao rio Ivaí, localizado no estado do Paraná. Construída na Inglaterra com casco de madeira e propulsão mista – vela e vapor – foi supervisionada pelo Vice-Almirante Joaquim Marques Lisboa (Almirante Tamandaré). Seu primeiro comandante foi o Primeiro-Tenente José Pereira dos Santos. O nome é derivado do tupi-guarani e significa “Rio da Fruta”.

## Características
A canhoneira possuía um deslocamento de aproximadamente 406 toneladas, com 44,2 metros de comprimento, 7,4 metros de boca e 2,6 metros de calado. Sua propulsão contava com uma máquina a vapor gerando 80-100 cavalos-vapor, permitindo atingir uma velocidade de 9 nós. Seu armamento consistia em duas peças de calibre 32 e oito de calibre 68, montadas em rodízio. A tripulação era composta por 77 a 106 homens, incluindo oficiais e praças.

## História
O Ivaí foi incorporado à Armada Imperial Brasileira em 1858. Partindo de Plymouth, realizou escala em Lisboa e São Vicente antes de fundear no Recife em 31 de julho, após 23 dias de viagem. No dia 23 de agosto, chegou ao Rio de Janeiro, acompanhado pelos navios irmãos Araguaia, Araguary e Iguatemy. Em dezembro de 1864, sob o comando do Almirante Tamandaré, o Ivaí participou do cerco e bombardeio da Praça de Paysandú, no Uruguai, juntamente com outras embarcações brasileiras. Forças terrestres, compostas por Imperiais-Marinheiros, soldados do Batalhão Naval e tropas do Exército Brasileiro, foram desembarcadas e, após intensos combates, a Praça Forte foi tomada em 2 de janeiro de 1865.
Durante a Guerra do Paraguai, a canhoneira Ivaí desempenhou papel relevante. Em 12 de agosto de 1865, integrou a esquadra do Almirante Barroso na passagem fortificada de Cuevas, sendo a primeira a abrir fogo contra o inimigo. Segundo relatos do “Diário da Esquadra”, o comandante do Ivaí demonstrou grande coragem ao provocar o fogo inimigo, contribuindo para o sucesso da missão. Em 1866, participou de importantes operações, incluindo o bombardeio e a proteção no desembarque de tropas brasileiras em Itapirú nos dias 15 e 16 de abril. No ano seguinte, em 13 de junho de 1867, auxiliou no transporte de tropas do Terceiro Corpo de Exército de Itati para o Passo da Pátria. O comando da embarcação foi assumido pelo Capitão Arthur Silveira da Motta (futuro Almirante Barão de Jaceguai) após o falecimento do comandante Guilherme José Pereira dos Santos em um naufrágio no Rio Paraná.